# Atarba (Ischnothrix) fidelis
Atarba (Ischnothrix) fidelis is een tweevleugelige uit de familie steltmuggen (Limoniidae). De soort komt voor in het Neotropisch gebied.